# Antigen prostàtic específic
L'antigen específic de la pròstata (freqüentment abreujat per les seves sigles en anglès, PSA), és una substància proteica sintetitzada per cèl·lules de la pròstata i la funció de la qual és la dissolució del coàgul seminal. És una proteïna de síntesi exclusiva en la pròstata. Una petitíssima part d'aquest PSA passa a la circulació sanguínia d'homes sans, i és precisament aquest PSA que passa a la sang, el qual s'amida per al diagnòstic, pronòstic i seguiment del càncer de pròstata -tant localitzat com metastàsic- i altres trastorns de la pròstata, com la prostatitis. Els nivells normals en sang de PSA en els barons sans són molt baixos, de l'ordre de milions de vegades menys que el semen, i s'eleven en la malaltia prostàtica. Els valors de referència per al PSA sèric varien segons els diferents laboratoris, encara que normalment es considera 4 ng/mL el màxim per a persones sanes. La seva producció depèn de la presència d'andrògens i de la grandària de la glàndula prostàtica.

## Bioquímica
L'antigen específic de la pròstata (PSA), també anomenat calicreïna III, seminina, semenogelasa, γ-seminoprotein i antigen P30, és una glicoproteïna de 34 kD produïda quasi exclusivament per la glàndula prostàtica. El PSA és produït amb la finalitat de liquar el semen ejaculat i permetre un mitjà perquè els espermatozoides es mobilitzin lliurement. També es creu que és útil per a dissoldre la capa mucosa cervical, permetent l'entrada als espermatozoides. Bioquímicament, el PSA és un enzim serín-proteasa, el gen del qual està localitzat en el cromosoma 19 (19q13).

## Importància clínica
Encara que el PSA és més abundant en el semen, una petita proporció es troba també en la sang, a nivells normalment molt baixos: definits en el rang de 0-4,0 ng per mil·lilitre. El rang normal per al primer examen comercial del PSA (el Tàndem-R PSA creat per Hybritech) el 1986, estava fonamentat en un estudi on es va demostrar que el 99% dels 472 homes aparentment sans, tenien un PSA total per sota de 4 ng/mL. El punt de tall dels nivells normals pot augmentar segons l'edat del pacient. D'aquesta forma, uns nivells de PSA sèrics de 4 ng/mL poden considerar-se elevats en una persona de 50 anys i ser normal en una de vuitanta anys. Els nivells de PSA oscil·len de forma aleatòria de l'ordre d'un 15% en un mateix individu. Així, una anàlisi de PSA de 3 ng/ML es pot repetir en una altra ocasió i podria donar un resultat de 3,5 o 2,5 ng/ML de manera natural. En un pacient hospitalitzat els nivells poden disminuir fins a un 50%. La majoria dels homes tenen nivells de PSA per sota de 4 nanograms per mil·lilitre de sang. El nivell de PSA sèric és la prova més sensible per a detectar precoçment el càncer de pròstata, ja que s'eleva en el 65% dels casos aproximadament.

### PSA sanguini

Risc de càncer de pròstata en dos grups d'edats basats en el «PSA lliure» como un % del «PSA total».

Quan es desenvolupa un càncer de pròstata, els nivells de PSA augmenten per sobre de 4. Si els nivells es troben entre 4 i 10, la probabilitat de tenir un càncer de pròstata és del 25%. Si els nivells de PSA són majors de 10, la possibilitat de patir un càncer de pròstata és del 67% i augmenta conforme els nivells de PSA s'incrementen. El PSA és un marcador tumoral imperfecte per la seva escassa sensibilitat (35% de falsos negatius) i la seva falta d'especificitat, ja que els nivells del PSA poden veure's afectats per molts factors. L'elevació del PSA en plasma és proporcional a la massa tumoral present i, d'aquesta forma, el PSA en sang és una gran prova per a detectar la presència d'un càncer de pròstata. Com més avançat sigui el procés tumoral serà més freqüent trobar valors per sobre de la normalitat i aquests solen ser més elevats. No obstant això, un cert percentatge de pacients amb càncer de pròstata té uns nivells de PSA normals, en aquest cas els resultats serien un fals negatiu.
El PSA s'augmenta amb l'augment de mida de la pròstata, anomenat també hiperplàsia benigna de pròstata o HBP, fenomen que ocorre en molts homes conforme van avançant en edat. També pot augmentar en cas d'irritació, prostatitis -que és una inflamació de la glàndula prostàtica- i l'infart prostàtic. El PSA també podria augmentar normalment i lentament conforme avança l'edat de l'home, fins i tot si la pròstata és normal. L'ejaculació pot provocar temporalment un augment en la sang dels nivells del PSA; raó per la qual es recomana abstenir-se de relacions sexuals un mínim de 2 dies abans de l'extracció de sang per a l'estudi del PSA. Contrari del que s'ha cregut durant anys, el tacte rectal no altera significativament els nivells del PSA. Utilitzant conjuntament el valor del PSA i el tacte rectal es pot descobrir més del 60% dels càncers de pròstata que encara estan localitzats.

### Medicaments
Alguns medicaments i preparacions d'herboristeria poden disminuir els nivells sanguinis del PSA. S'hauria de comunicar al metge si s'està prenent finasterida, Proscar o Propecia o dutasteride. El "Saw palmetto" (Serenoa repens), una herba usada per alguns homes per a tractar-se la hiperplàsia benigna de pròstata, no sembla interferir amb la mesura del PSA. "PC-SPES", una mescla de vuit herbes, també pot afectar els nivells de PSA.
Si el nivell del PSA està elevat, és recomanable realitzar una biòpsia de pròstata per a determinar si existeix un càncer de pròstata. Abans de realitzar-la, no obstant això, hi ha una sèrie de proves de PSA complementàries que ajuden a decidir si es necessita la biòpsia.

### Percentatge del PSA lliure
El PSA està present en la sang en dues formes principals. La majoria circula en la sang envoltada i unida a proteïnes plasmàtiques i una petita quantitat circula lliure d'unions proteiques, anomenada «PSA lliure». La prova del percentatge de PSA lliure, indica quina quantitat del PSA total circula lliure comparat amb el qual està unit a proteïnes. El risc de càncer augmenta si la relació entre PSA lliure i PSA total és menor al 25%. Mentre menor sigui la proporció, major és la probabilitat de tenir càncer prostàtic. Si el resultat del PSA total, per exemple, està entre 4-10 ng/mL —un valor anormal, amb un risc calculat del 25% de tenir un càncer de pròstata—i al mateix temps cursa amb un baix percentatge del PSA total sent PSA lliure (menor del 10%) significa que la probabilitat de tenir un càncer de pròstata augmenta a un 50% i que per això és necessari realitzar una biòpsia diagnòstica.
Un recent estudi va trobar que si els homes amb resultats de PSA en el límit superior (4-10 ng/ML) es realitzessin una biòpsia de pròstata, es justificava només quan el percentatge de PSA lliure era menor del 25%, trobant-se que al voltant del 20% de les biòpsies de pròstata serien innecessàries i podrien haver-se evitat. De manera que l'amidar la relació del PSA lliure del total sembla de particular interès a eliminar biòpsies innecessàries en homes amb nivells de PSA entre 4 i 10. Encara que aquesta prova s'usa àmpliament, existeix cert desacord que el 25% és el millor valor a utilitzar.
Els pacients amb càncer de pròstata tenen menor percentatge de PSA lliure, mentre que els que sofreixen una hiperplàsia benigna de pròstata tenen una proporció més alta de PSA lliure. És important tenir en compte que l'ejaculació incrementa momentàniament el nivell tant de PSA lliure com total, retornant a valors basals dintre de 24 hores.

### Velocitat del PSA
Fins i tot quan el valor total del PSA no és alt, un ràpid increment en el temps de progressió del valor del PSA, suggereix la presència d'un càncer, i s'hauria de considerar el realitzar una biòpsia. La velocitat del PSA no és una prova distinta que hagi de realitzar-se, és el canvi de valor del PSA conforme avança el temps. Aquest mètode pot ser usat si es realitza una prova del PSA cada any. Si augmenta més ràpid de 0,75 ng/mL a l'any (per exemple, si els valors van de 3 a 3,8 a 4,6 augmentant cada vegada en el transcurs de 3 anys consecutius), es considera una alta velocitat, i s'espera que es consideri una biòpsia de pròstata. Molts metges creuen que perquè sigui vàlid, la velocitat del PSA hauria d'amidar-se com a mínim durant 18 mesos.
A pesar d'aquestes troballes en el passat, estudis més recents han suggerit que la velocitat de l'increment del PSA ha deixat de ser un marcador específic per al càncer de pròstata. No obstant això, la velocitat del PSA pot ser que tingui valor en el pronòstic del càncer de pròstata diagnosticat. Aquells amb càncer prostàtic el valor del qual de PSA augmenti més de 2.0 ng/ml durant l'any anterior al diagnòstic del càncer, tenen un major risc de mortalitat pel càncer de pròstata, fins i tot si s'han sotmès a una prostatectomia retropúbica radical.

### Densitat del PSA
Una alta densitat del PSA (PSAD) indica gran probabilitat de càncer, considerant la relació entre el valor de PSA sanguini i la grandària de la glàndula prostàtica. La PSAD s'utilitza en els homes que tenen una pròstata gran, sense que sigui cancerígena.
Els metges han de determinar la grandària de la glàndula amb ecografia transrectal i dividir el valor del PSA entre el volum prostàtic. La densitat del PSA pot ser útil, però la prova del percentatge lliure de PSA resulta més exacta.

### PSA específic per edat
El PSA que s'obté dintre del rang límit (4-10 ng/ML), pot ser més preocupant en els homes de 50 anys que en els de 80 anys. Se sap que el PSA està normalment més elevat en els homes majors que en els homes joves, fins i tot en absència de càncer. Per aquesta raó, alguns metges decideixen comparar els resultats del PSA amb els homes de la mateixa edat, amb la finalitat de fer els ajustaments de diagnòstic.

## PSA després del càncer de pròstata

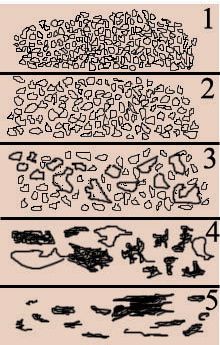
Escala de Gleason associant la morfologia de la glàndula prostàtica amb el risc de càncer de pròstata. 1. Cèl·lules petites i uniformes. 2 Més espai entre les cèl·lules. 3 Infiltració de cèl·lules no glandulars en la perifèria. 4 Masses irregulars de cèl·lules amb poques glandulars. 5 No es presencien cèl·lules glandulars. A mesura que l'escala augmenta, la diferenciació de les cèl·lules glandulars es torna més pobra.

Encara que la prova del PSA s'usa principalment per a detectar precoçment el càncer de pròstata, també és vàlid per a altres situacions: 
- Després de la cirurgia o de la radioteràpia, el nivell del PSA pot ser monitorat per a determinar si el tractament ha resultat reeixit. Els valors del PSA normalment disminueixen a nivells molt baixos si el tractament extirpa o destrueix totes les cèl·lules prostàtiques. Una elevació posterior del PSA pot significar que les cèl·lules del càncer de pròstata han sobreviscut i el càncer ha recidivat. No obstant això no és clar quin és el tractament correcte dels pacients amb una recidiva detectada solament per una elevació del PSA (recidiva bioquímica). La forma de descens dels nivells de PSA sèric depèn de la teràpia triada. En els pacients sotmesos a prostatectomia radical el PSA ha de baixar a nivells indetectables al cap d'un mes aproximadament si s'ha eliminat tot el teixit. Els nivells de PSA posteriorment s'han de mantenir en aquest límit de detectabilitat, perquè una elevació significa recurrència del càncer. Si el tractament és amb radioteràpia els nivells disminuïxen lentament fins a estabilitzar-se entorn del rang de referència. Pot haver un increment transitori dels nivells de PSA durant la radioteràpia, que no és un signe de progressió de la malaltia.[30] La recurrència se sospitaria per un increment dels nivells de PSA. Per conveni s'estableix que existeix recidiva bioquímica després de radioteràpia quan es detecten tres augments consecutius a partir del nadir del PSA, definit com el valor més baix del PSA arribat després de la radioteràpia. El temps de duplicació del PSA (superior o inferior a 10 mesos, segons un punt de cort prèviament identificat) és un factor significatiu en la predicció del desenvolupament de metàstasis.[31]
- Si es diagnostica un càncer de pròstata localitzat, la prova del PSA pot ajudar a predir el pronòstic abans de ser tractat.
- Pot ser usat juntament amb els resultats de l'exploració clínica (estadificació de Jewett)[32] i el grau de diferenciació del tumor (puntuació Gleason), per a ajudar a decidir quines proves diagnòstiques es necessiten per a una avaluació addicional. A partir d'un PSA major de 10 és recomanable realitzar un rastreig ossi.
- Pot ajudar a predir si el càncer està confinat en la glàndula prostàtica o fora d'ella. Si el nivell del PSA és molt alt, el càncer ha sobrepassat probablement els límits de la pròstata. Això pot afectar les opcions del tractament, com alguns tipus de teràpies (cirurgia o radioteràpia) que no són beneficiosos si el càncer ha sobrepassat els ganglis limfàtics o altres òrgans.[32]
- Durant el tractament hormonal, el nivell de PSA pot indicar l'eficàcia del tractament o quan és el moment de provar amb altre tipus de tractament. La teràpia hormonal també disminuïx els nivells de PSA als valors de referència, aquesta vegada per dos motius, en primer lloc perquè descendeix aquesta producció andrògeno-depenent i,[33] en segon lloc, perquè disminuïx la càrrega tumoral.
- Si el càncer ha sobrepassat els límits de la próstata (malaltia metastàtica), la xifra d'aquest moment del PSA no prediu els símptomes ni la supervivència. Molts pacients tenen molt elevats els valors del PSA i es troben asimptomàtics. Altres persones tenen valors baixos i tenen símptomes. Quan la malaltia està avançada, pot ser més important observar l'augment del PSA que la xifra en el moment de la disseminació.

## Justificació de l'ús del PSA
És molt important que les mesures de PSA es facin sempre amb la mateixa tècnica i, si pot ser, en el mateix laboratori. D'aquesta manera s'assegura que les variacions oposades són degudes al procés evolutiu del tumor i no són alteracions tècniques. L'ús de PSA va augmentar inicialment la prevalença del càncer de pròstata que va començar a disminuir des del 1993, i també des de llavors comença una lleu disminució d'una història de 20 anys d'augment de mortalitat.
La conveniència de realitzar la determinació del PSA en persones sense cap clínica "prostàtica" ha estat motiu de controvèrsia, principalment als EUA. Als EUA la detecció positiva de la prova i el diagnòstic posterior de càncer de pròstata per un segon metge, podria complicar amb un plet legal a un primer metge el qual li havia desaconsellat la realització de la prova. Si bé és cert que podrien detectar-se càncers de pròstata de forma inicial, l'elevat cost (amb recursos, angoixa del pacient i complicacions de les proves diagnòstiques) potser no compensin la disminució marginal de mortalitat que un tractament inicial pot representar.
La Societat Americana d'Oncologia Clínica recomana que no és necessari que tots els homes majors de 50 anys es facin la prova d'antigen prostàtic específic una vegada a l'any. Els homes a qui se'ls detecta un nivell de PSA menor d'un nanogram per mil·lilitre no han de tornar a fer-se la prova fins a dintre de 5 anys, perquè hi ha un 98 per cent de possibilitats que l'antigen no augmenti durant aquest temps i els barons que tenen un nivell inicial de PSA entre 1 i 2 nanograms per mil·lilitres, haurien de fer-se-la cada 2 anys. Només quan es té un nivell de PSA superior a 2 se suggereix la realització anual de la prova PSA.
L'independent US Preventive Services Task Force el 2008 qualifica la prova del PSA com "I", el que significa que "no va trobar una evidència suficient per recomanar a favor o en contra que es faci", per als homes majors de 75 anys, la qualificació és "D", el que significa que van trobar més raons que la desaconsellen.; si bé el 2011 es manifesta en contra. Al Regne Unit, el National Health Service no exigeix, ni aconsella la realització del PSA, però permet als pacients que decideixin sobre la base dels consells del seu metge.

### PSA en teixits
Addicionalment al mesurament de PSA sanguini, es poden obtenir mostres de teixits acolorits amb tincions específiques per a la presència de PSA amb la finalitat de determinar l'origen de les cèl·lules malignes que hagin metastatitzat.